# Cartes
Cartes là một đô thị thuộc cộng đồng tự trị Cantabria, Tây Ban Nha. Theo điều tra dân số năm 2007, đô thị này có dân số là 3.982 người.

## Biến động dân số
| 1900  | 1910  | 1920  | 1930  | 1940  | 1950  | 1960  | 1970  | 1980  | 1990  | 2000  | 2005  |
| ----- | ----- | ----- | ----- | ----- | ----- | ----- | ----- | ----- | ----- | ----- | ----- |
| 1.338 | 1.463 | 1.742 | 2.466 | 2.193 | 2.431 | 2.839 | 2.601 | 2.191 | 2.191 | 3.415 | 3.982 |

Fuente: INE